# Simon Gredig
Simon Gredig (* 1993) ist ein Schweizer Politiker (Grüne).

## Leben
Simon Gredig wuchs in Chur auf. Er besuchte die Kantonsschule Chur und studierte Umweltnaturwissenschaften an der ETH Zürich. Simon Gredig ist als Geschäftsführer von Pro Velo Graubünden tätig. Er ist verheiratet, Vater von zwei Kindern und lebt in Chur.

## Politik
Simon Gredig wurde 2022 in den Grossen Rat des Kantons Graubünden gewählt. Bei diesen ersten Proporzwahlen in Graubünden errangen die Grünen mit Anita Mazzetta und Simon Gredig die ersten Mandate im Grossen Rat. Simon Gredig ist Mitglied der Geschäftsprüfungskommission.
Simon Gredig ist Vorstandsmitglied der Grünen Graubünden Er ist Vorstandsmitglied des VCS Sektion Chur sowie der Vereinigung Bündner Umweltorganisationen VBU.